# Gerardo Martino
Gerardo Daniel Martino (Rosario, 20 novembre 1962) è un allenatore di calcio ed ex calciatore argentino, di ruolo centrocampista.

## Biografia
Martino ha origini italiane: i suoi nonni provenivano dal paese lucano di Ripacandida (Potenza). Anche suo nipote Martín Luciano è un calciatore professionista. È soprannominato El Tata.

## Caratteristiche
Martino è ritenuto uno degli "allievi" di Marcelo Bielsa, che lo allenò da calciatore nel Newell's Old Boys; da allenatore del Barcellona ha applicato un turn-over definito "scientifico" per via della precisione nella rotazione di tutti i calciatori della rosa.

## Carriera

### Calciatore

#### Club
Martino iniziò a giocare a calcio all'età di 10 anni nel Newell's Old Boys di Rosario, la sua città natale. Fece il suo esordio nel calcio professionistico a 17 anni, il 15 giugno 1980, in una partita di Primera División tra Newell's Old Boys e Platense. Nel corso dei 15 anni trascorsi da giocatore del Newell's, divenne il detentore del maggior numero di presenze in Primera División (con 468 partite giocate), del maggior numero di presenze complessive (scendendo in campo 505 volte e segnando 35 reti) e del maggior numero di titoli conquistati con il club (1987-1988, 1990-1991 e 1992, assieme a Norberto Scoponi e Juan Manuel Llop).
Considerato il miglior giocatore ed uno dei massimi idoli della storia leprosa, nel 2003 si classificò al 1º posto per numero di voti in un sondaggio apparso sul sito ufficiale del club rossonero come Miglior giocatore della storia del Newell's Old Boys. Il 22 dicembre 2009, a seguito di tali meriti, la città di Rosario intitolò una tribuna dello stadio Marcelo Bielsa al centrocampista argentino.
Ottenne il suo primo riconoscimento nella Primera División 1987-1988, quando i Newell's Old Boys conquistarono il loro secondo titolo nazionale. Questa stagione è ricordata non solo per la vittoria del campionato, ma anche per essere stato conquistato esclusivamente da calciatori della cantera, raro avvenimento nel mondo del calcio. La stagione seguente partecipò alla Coppa Libertadores raggiungendo e uscendo sconfitto dalla finale in partita doppia del massimo torneo continentale contro il Nacional di Montevideo. A distanza di tre anni vinse da protagonista, sotto la guida di Marcelo Bielsa, il suo secondo titolo nello spareggio della Primera División 1990-1991.
A metà del 1991 tentò il salto nel calcio europeo trasferendosi al Tenerife con il quale disputò solamente 15 partite prima di far ritorno in patria.
Nel 1992 tornò al Newell's Old Boys e conquistò il suo terzo titolo, il Clausura 1992. La stagione seguente giocò al fianco di Maradona, durante la breve parentesi di quest'ultimo nel club di Rosario. A causa di problemi con la dirigenza, nel 1994 si trasferì al Lanús nel quale militò per sei mesi disputando il Clausura 1994.
Per il suo attaccamento al Newell's, fece il secondo ritorno al club che lo lanciò nel calcio professionista per la seconda metà del 1994, ma il rinnovarsi dei problemi con la dirigenza lo costrinsero a lasciare la squadra definitivamente nel 1995.
Pose fine alla sua carriera di calciatore dopo aver militato nell'O'Higgins in Cile e nel Barcelona SC in Ecuador.

#### Nazionale
Nel 1981 ricevette la sua prima convocazione per una rappresentativa nazionale, l'Under-20. Con la maglia albiceleste partecipò Mondiali Under-20 del 1981 scendendo in campo in due occasioni. Il 19 febbraio 1991 scese in campo per la prima e ultima volta con la maglia della nazionale maggiore guidata da Alfio Basile. Venne schierato nel secondo tempo durante un'amichevole contro l'Ungheria vinta per 2 a 0 dall'Argentina nello stadio Cordoviola di Rosario.

### Allenatore
Nel 1998, ad un anno dal ritiro come calciatore, intraprese la carriera di allenatore nel Brown di Arrecifes, squadra che si trovava all'epoca in Nacional B, chiamando ad assisterlo due suoi ex compagni di squadra del Newell's campione di argentina nel 1988, Jorge Pautasso e Jorge Theiler.
In seguito allenò il Platense nel corso del 1999 e l'Instituto Córdoba tra il 2000 e il 2001.
Nel 2002 ricevette le prime offerte dall'estero e si sedette alla guida del Libertad in Paraguay dove ottenne i primi risultati da allenatore conquistando i tornei di Apertura e Clausura del 2002 e di Apertura del 2003.
Alla fine del 2003 venne ingaggiato da un'altra squadra paraguaiana, il Cerro Porteño, che puntava alla conquista del titolo nazionale e alla lotta per la Coppa Libertadores. Sotto la sua guida il club di Asunción conquistò i tornei di Apertura e Clausura 2004.
Una volta ottenuta la consacrazione in Paraguay vincendo quattro tornei (gli ultimi tre dei quali consecutivamente), Martino decise di prendersi qualche mese di ferie e si dimise da tecnico del Cerro Porteño alla fine del 2004. Come dichiarato dal presidente del club, El Tata aveva espresso il suo desiderio di trascorrere del tempo con la sua famiglia.
A metà del 2005 decise di tornare al lavoro in Argentina sedendosi sulla panchina del Colón per il campionato di Apertura 2005 ma il suo mandato fu breve (solamente sei partite) poiché gli scarsi risultati lo portarono a fare ritorno in Paraguay.
In quell'anno fece ritorno al club con il quale aveva conseguito il maggior numero di successi, il Libertad. Come durante il suo primo anno, vinse i tornei di Apertura e Clausura 2006 raggiungendo inoltre le semifinali di Coppa Libertadores.
Alla fine del 2006, in seguito ai risultati ottenuti con Libertad e Cerro Porteño, la Federazione calcistica del Paraguay lo scelse come commissario tecnico della Nazionale paraguaiana in luogo di Aníbal Ruiz.
Il suo lavoro di commissario tecnico della Nazionale paraguaiana iniziò nel marzo 2007 e lo portò a conquistare, nel settembre 2009, l'accesso ai Mondiali di calcio 2010. Sotto la sua guida, il Paraguay giunse sino ai quarti di finale, miglior risultato di sempre in un mondiale, dove perse 1-0 contro i futuri campioni della Spagna in virtù di un gol segnato nei minuti finali.
Il 2 maggio 2011 gli viene prolungato il contratto fino al 2013. Il 29 luglio 2011 si dimette dalla carica di ct della nazionale paraguaiana dopo aver perso la finale della Coppa America 2011 contro l'Uruguay.
Il 26 dicembre 2011 viene annunciato il suo ingaggio da parte del Newell's Old Boys, sua ex squadra da giocatore, in sostituzione di Diego Cagna. Sotto la sua guida la squadra di Rosario si laurea campione nel Torneo Final 2013.
Il 23 luglio 2013 diventa il nuovo allenatore del Barcellona, firmando un contratto biennale. Il 28 agosto 2013 vince il suo primo trofeo con la nuova squadra, battendo l'Atlético Madrid in Supercoppa di Spagna grazie al maggior numero di reti segnate in trasferta (1-1 a Madrid e 0-0 a Barcellona). Il prosieguo di stagione, però, si rivela negativo e il Barcellona viene eliminato ai quarti di finale di Champions League proprio dall'Atlético Madrid, perde la finale di Copa del Rey contro il Real Madrid e conclude la Liga al secondo posto in classifica. A fine campionato Martino rassegna le sue dimissioni dai catalani.
Il 13 agosto 2014 viene nominato nuovo commissario tecnico della Nazionale argentina. Il 4 luglio 2015 perde la finale della Copa América contro il Cile, padrone di casa, ai rigori. Con lo stesso esito, peraltro contro il medesimo avversario, si conclude l'avventura nella Copa América del Centenario disputata l'anno successivo negli Stati Uniti d'America.
Il 5 luglio 2016, a nove giorni dalla nuova sconfitta nell'atto conclusivo della Copa América, rassegna le dimissioni dall'incarico, anche a seguito delle difficoltà riscontrate nel comporre la selezione olimpica che egli stesso avrebbe dovuto guidare ai Giochi Olimpici di Rio de Janeiro.
Il 27 settembre viene annunciato come nuovo allenatore dell'Atlanta United nella MLS.Al primo anno arriva quarto nella classifica generale, l'anno dopo secondo solo due punti dietro ai New York Red Bulls, vincendo però in finale playoff il titolo MLS. Il 23 ottobre 2018 annuncia di non voler rinnovare con il club americano per motivi personali.
Il 7 gennaio 2019 diventa CT della Nazionale di calcio del Messico. Il 7 luglio 2019 vince la Gold Cup battendo in finale 1-0 i padroni di casa cioè gli Stati Uniti.
Il 28 giugno 2023 fa il suo ritorno in MLS, firmando come nuovo allenatore dell'Inter Miami.

## Statistiche

### Cronologia presenze e reti in nazionale
| Cronologia completa delle presenze e delle reti in nazionale ― Argentina | Cronologia completa delle presenze e delle reti in nazionale ― Argentina | Cronologia completa delle presenze e delle reti in nazionale ― Argentina | Cronologia completa delle presenze e delle reti in nazionale ― Argentina | Cronologia completa delle presenze e delle reti in nazionale ― Argentina | Cronologia completa delle presenze e delle reti in nazionale ― Argentina | Cronologia completa delle presenze e delle reti in nazionale ― Argentina | Cronologia completa delle presenze e delle reti in nazionale ― Argentina |
| Data                                                                     | Città                                                                    | In casa                                                                  | Risultato                                                                | Ospiti                                                                   | Competizione                                                             | Reti                                                                     | Note                                                                     |
| ------------------------------------------------------------------------ | ------------------------------------------------------------------------ | ------------------------------------------------------------------------ | ------------------------------------------------------------------------ | ------------------------------------------------------------------------ | ------------------------------------------------------------------------ | ------------------------------------------------------------------------ | ------------------------------------------------------------------------ |
| 19-2-1991                                                                | Rosario                                                                  | Argentina                                                                | 2 – 0                                                                    | Ungheria                                                                 | Amichevole                                                               | -                                                                        | 85’                                                                      |
| Totale                                                                   |                                                                          | Presenze                                                                 | 1                                                                        |                                                                          | Reti                                                                     | 0                                                                        |                                                                          |

| Cronologia completa delle presenze e delle reti in nazionale ― Argentina under 20 | Cronologia completa delle presenze e delle reti in nazionale ― Argentina under 20 | Cronologia completa delle presenze e delle reti in nazionale ― Argentina under 20 | Cronologia completa delle presenze e delle reti in nazionale ― Argentina under 20 | Cronologia completa delle presenze e delle reti in nazionale ― Argentina under 20 | Cronologia completa delle presenze e delle reti in nazionale ― Argentina under 20 | Cronologia completa delle presenze e delle reti in nazionale ― Argentina under 20 | Cronologia completa delle presenze e delle reti in nazionale ― Argentina under 20 |
| Data                                                                              | Città                                                                             | In casa                                                                           | Risultato                                                                         | Ospiti                                                                            | Competizione                                                                      | Reti                                                                              | Note                                                                              |
| --------------------------------------------------------------------------------- | --------------------------------------------------------------------------------- | --------------------------------------------------------------------------------- | --------------------------------------------------------------------------------- | --------------------------------------------------------------------------------- | --------------------------------------------------------------------------------- | --------------------------------------------------------------------------------- | --------------------------------------------------------------------------------- |
| 3-10-1981                                                                         | Sydney                                                                            | Australia under 20                                                                | 2 – 1                                                                             | Argentina under 20                                                                | Mondiali Under-20 1981 - 1º turno                                                 | -                                                                                 | -’                                                                                |
| 8-10-1981                                                                         | Sydney                                                                            | Camerun under 20                                                                  | 0 – 1                                                                             | Argentina under 20                                                                | Mondiali Under-20 1981 - 1º turno                                                 | -                                                                                 | 70’                                                                               |
| Totale                                                                            |                                                                                   | Presenze                                                                          | 2                                                                                 |                                                                                   | Reti                                                                              | 0                                                                                 |                                                                                   |

### Statistiche da allenatore
Statistiche da allenatore aggiornate al 29 novembre 2024.

#### Club
| Stagione                 | Squadra                  | Campionato               | Campionato | Campionato | Campionato | Campionato | Coppe nazionali | Coppe nazionali | Coppe nazionali | Coppe nazionali | Coppe nazionali | Coppe continentali | Coppe continentali | Coppe continentali | Coppe continentali | Coppe continentali | Altre coppe | Altre coppe | Altre coppe | Altre coppe | Altre coppe | Totale | Totale | Totale | Totale | % Vittorie | Piazzamento |
| Stagione                 | Squadra                  | Comp                     | G          | V          | N          | P          | Comp            | G               | V               | N               | P               | Comp               | G                  | V                  | N                  | P                  | Comp        | G           | V           | N           | P           | G      | V      | N      | P      | %          | Piazzamento |
| ------------------------ | ------------------------ | ------------------------ | ---------- | ---------- | ---------- | ---------- | --------------- | --------------- | --------------- | --------------- | --------------- | ------------------ | ------------------ | ------------------ | ------------------ | ------------------ | ----------- | ----------- | ----------- | ----------- | ----------- | ------ | ------ | ------ | ------ | ---------- | ----------- |
| 2002                     | Libertad                 | DP                       | 33         | 18         | 6          | 9          | -               | -               | -               | -               | -               | CS                 | 4                  | 2                  | 1                  | 1                  | -           | -           | -           | -           | -           | 37     | 20     | 7      | 10     | 54,05      | 1º          |
| 2003                     | Libertad                 | DP                       | 32         | 17         | 12         | 3          | -               | -               | -               | -               | -               | CL+CS              | 6+6                | 2+3                | 1+0                | 3+3                | -           | -           | -           | -           | -           | 44     | 22     | 13     | 9      | 50,00      | 1º          |
| 2004                     | Cerro Porteño            | DP                       | 40         | 27         | 7          | 6          | -               | -               | -               | -               | -               | CS                 | 6                  | 2                  | 3                  | 1                  | -           | -           | -           | -           | -           | 46     | 29     | 10     | 7      | 63,04      | 1º          |
| mar.-giu. 2005           | Colón                    | PD                       | 15         | 6          | 7          | 2          | -               | -               | -               | -               | -               | -                  | -                  | -                  | -                  | -                  | -           | -           | -           | -           | -           | 15     | 6      | 7      | 2      | 40,00      | Sub. 11º    |
| ago.-set. 2005           | Colón                    | PD                       | 6          | 1          | 1          | 4          | -               | -               | -               | -               | -               | -                  | -                  | -                  | -                  | -                  | -           | -           | -           | -           | -           | 6      | 1      | 1      | 4      | 16,67      | Eson.       |
| Totale Colón             | Totale Colón             | Totale Colón             | 21         | 7          | 8          | 6          |                 | -               | -               | -               | -               |                    | -                  | -                  | -                  | -                  |             | -           | -           | -           | -           | 21     | 7      | 8      | 6      | 33,33      |             |
| 2006                     | Libertad                 | DP                       | 40         | 25         | 8          | 7          | -               | -               | -               | -               | -               | CL+CS              | 12+4               | 4+2                | 6+0                | 2+2                | -           | -           | -           | -           | -           | 56     | 31     | 14     | 11     | 55,36      | 1º          |
| Totale Libertad          | Totale Libertad          | Totale Libertad          | 105        | 60         | 26         | 19         |                 | -               | -               | -               | -               |                    | 38                 | 15                 | 11                 | 12                 |             | -           | -           | -           | -           | 143    | 75     | 37     | 31     | 52,45      |             |
| gen.-giu. 2012           | Newell's Old Boys        | PD                       | 19         | 9          | 5          | 5          | CA              | -               | -               | -               | -               | -                  | -                  | -                  | -                  | -                  | -           | -           | -           | -           | -           | 19     | 9      | 5      | 5      | 47,37      | Sub. 6º     |
| 2012-2013                | Newell's Old Boys        | PD                       | 38         | 21         | 11         | 6          | CA              | 2               | 1               | 0               | 1               | CL                 | 12                 | 5                  | 2                  | 5                  | -           | -           | -           | -           | -           | 52     | 27     | 13     | 12     | 51,92      | 1º          |
| Totale Newell's Old Boys | Totale Newell's Old Boys | Totale Newell's Old Boys | 57         | 30         | 16         | 11         |                 | 2               | 1               | 0               | 1               |                    | 12                 | 5                  | 2                  | 5                  |             | -           | -           | -           | -           | 71     | 36     | 18     | 17     | 50,70      |             |
| 2013-2014                | Barcellona               | PD                       | 38         | 27         | 6          | 5          | CR              | 9               | 7               | 1               | 1               | UCL                | 10                 | 6                  | 2                  | 2                  | SS          | 2           | 0           | 2           | 0           | 59     | 40     | 11     | 8      | 67,80      | 2º          |
| 2017                     | Atlanta Utd              | MLS                      | 34+1       | 15+0       | 10+0       | 9+1        | USOC            | 2               | 1               | 0               | 1               | -                  | -                  | -                  | -                  | -                  | -           | -           | -           | -           | -           | 37     | 16     | 10     | 11     | 43,24      | 4º          |
| 2018                     | Atlanta Utd              | MLS                      | 34+5       | 21+4       | 6+0        | 7+1        | USOC            | 2               | 1               | 0               | 1               | -                  | -                  | -                  | -                  | -                  | -           | -           | -           | -           | -           | 41     | 26     | 6      | 9      | 63,41      | 2º          |
| Totale Atlanta Utd       | Totale Atlanta Utd       | Totale Atlanta Utd       | 68+6       | 36+4       | 16+0       | 16+2       |                 | 4               | 2               | 0               | 2               |                    | -                  | -                  | -                  | -                  |             | -           | -           | -           | -           | 78     | 42     | 16     | 20     | 53,85      |             |
| giu.-dic. 2023           | Inter Miami              | MLS                      | 13         | 3          | 6          | 4          | USOC            | 2               | 0               | 1               | 1               |                    | -                  | -                  | -                  | -                  | LC          | 7           | 5           | 2           | 0           | 22     | 8      | 9      | 5      | 36,36      | Sub., 27°   |
| 2024                     | Inter Miami              | MLS                      | 34+3       | 22+1       | 8          | 4+2        | -               | -               | -               | -               | -               | CCL                | 4                  | 1                  | 1                  | 2                  | LC          | 4           | 2           | 0           | 2           | 45     | 26     | 9      | 10     | 57,78      | 1°          |
| Totale Inter Miami       | Totale Inter Miami       | Totale Inter Miami       | 50         | 26         | 14         | 10         |                 | 2               | 0               | 1               | 1               |                    | 4                  | 1                  | 1                  | 2                  |             | 11          | 7           | 2           | 2           | 67     | 34     | 18     | 15     | 50,75      |             |
| Totale carriera          | Totale carriera          | Totale carriera          | 385        | 217        | 93         | 75         |                 | 17              | 10              | 2               | 5               |                    | 70                 | 29                 | 19                 | 22                 |             | 13          | 7           | 4           | 2           | 485    | 263    | 118    | 104    | 54,23      |             |

#### Nazionale

##### Nazionale paraguayana
| Squadra  | Naz                 | dal           | al             | Record | Record | Record | Record | Record | Record | Record | Record     |
| Squadra  | Naz                 | dal           | al             | G      | V      | N      | P      | GF     | GS     | DR     | % Vittorie |
| -------- | ------------------- | ------------- | -------------- | ------ | ------ | ------ | ------ | ------ | ------ | ------ | ---------- |
| Paraguay | Paraguay (bandiera) | 1 luglio 2007 | 29 luglio 2011 | 71     | 25     | 24     | 22     | 78     | 61     | +17    | 35,21      |

##### Panchine da commissario tecnico della nazionale paraguayana
| Cronologia completa delle presenze e delle reti in nazionale ― Paraguay | Cronologia completa delle presenze e delle reti in nazionale ― Paraguay | Cronologia completa delle presenze e delle reti in nazionale ― Paraguay | Cronologia completa delle presenze e delle reti in nazionale ― Paraguay | Cronologia completa delle presenze e delle reti in nazionale ― Paraguay | Cronologia completa delle presenze e delle reti in nazionale ― Paraguay | Cronologia completa delle presenze e delle reti in nazionale ― Paraguay          | Cronologia completa delle presenze e delle reti in nazionale ― Paraguay |
| Data                                                                    | Città                                                                   | In casa                                                                 | Risultato                                                               | Ospiti                                                                  | Competizione                                                            | Reti                                                                             | Note                                                                    |
| ----------------------------------------------------------------------- | ----------------------------------------------------------------------- | ----------------------------------------------------------------------- | ----------------------------------------------------------------------- | ----------------------------------------------------------------------- | ----------------------------------------------------------------------- | -------------------------------------------------------------------------------- | ----------------------------------------------------------------------- |
| 25-3-2007                                                               | Monterrey                                                               | Messico                                                                 | 2 – 1                                                                   | Paraguay                                                                | Amichevole                                                              | Roque Santa Cruz                                                                 |                                                                         |
| 28-3-2007                                                               | Bogotà                                                                  | Colombia                                                                | 2 – 0                                                                   | Paraguay                                                                | Amichevole                                                              | -                                                                                |                                                                         |
| 2-6-2007                                                                | Vienna                                                                  | Austria                                                                 | 0 – 0                                                                   | Paraguay                                                                | Amichevole                                                              | -                                                                                |                                                                         |
| 5-6-2007                                                                | Città del Messico                                                       | Messico                                                                 | 0 – 1                                                                   | Paraguay                                                                | Amichevole                                                              | Óscar Cardozo                                                                    |                                                                         |
| 19-6-2007                                                               | Santa Cruz de la Sierra                                                 | Bolivia                                                                 | 0 – 0                                                                   | Paraguay                                                                | Copa Paz del Chaco                                                      | -                                                                                |                                                                         |
| 28-6-2007                                                               | Maracaibo                                                               | Paraguay                                                                | 5 – 0                                                                   | Colombia                                                                | Coppa America 2007 - Primo turno                                        | 3 Roque Santa Cruz 2 Salvador Cabañas                                            |                                                                         |
| 2-7-2007                                                                | Barinas                                                                 | Paraguay                                                                | 3 – 1                                                                   | Stati Uniti                                                             | Coppa America 2007 - Primo turno                                        | Edgar Barreto Óscar Cardozo Salvador Cabañas                                     |                                                                         |
| 5-7-2007                                                                | Barquisimeto                                                            | Argentina                                                               | 1 – 0                                                                   | Paraguay                                                                | Coppa America 2007 - Primo turno                                        | -                                                                                |                                                                         |
| 8-7-2007                                                                | Maturín                                                                 | Messico                                                                 | 6 – 0                                                                   | Paraguay                                                                | Coppa America 2007 - Quarti di finale                                   | -                                                                                |                                                                         |
| 22-8-2007                                                               | Ciudad del Este                                                         | Paraguay                                                                | 1 – 1                                                                   | Venezuela                                                               | Amichevole                                                              | Alejandro Da Silva                                                               |                                                                         |
| 8-9-2007                                                                | Puerto Ordaz                                                            | Venezuela                                                               | 3 – 2                                                                   | Paraguay                                                                | Amichevole                                                              | 2 Cristian Riveros                                                               |                                                                         |
| 12-9-2007                                                               | Bogotà                                                                  | Colombia                                                                | 1 – 0                                                                   | Paraguay                                                                | Amichevole                                                              | -                                                                                |                                                                         |
| 13-10-2007                                                              | Lima                                                                    | Perù                                                                    | 0 – 0                                                                   | Paraguay                                                                | Qual. Mondiali 2010                                                     | -                                                                                |                                                                         |
| 17-10-2007                                                              | Asunción                                                                | Paraguay                                                                | 1 – 0                                                                   | Uruguay                                                                 | Qual. Mondiali 2010                                                     | Nelson Valdez                                                                    |                                                                         |
| 17-11-2007                                                              | Asunción                                                                | Paraguay                                                                | 5 – 1                                                                   | Ecuador                                                                 | Qual. Mondiali 2010                                                     | Nelson Valdez 2 Cristian Riveros Roque Santa Cruz Néstor Ayala                   |                                                                         |
| 21-11-2007                                                              | Santiago del Cile                                                       | Cile                                                                    | 0 – 3                                                                   | Paraguay                                                                | Qual. Mondiali 2010                                                     | Salvador Cabañas 2 Paulo Da Silva                                                |                                                                         |
| 6-2-2008                                                                | San Pedro Sula                                                          | Honduras                                                                | 2 – 0                                                                   | Paraguay                                                                | Amichevole                                                              | -                                                                                |                                                                         |
| 26-3-2008                                                               | Pretoria                                                                | Sudafrica                                                               | 3 – 0                                                                   | Paraguay                                                                | Amichevole                                                              | -                                                                                |                                                                         |
| 22-5-2008                                                               | Yokohama                                                                | Paraguay                                                                | 1 – 1                                                                   | Costa d'Avorio                                                          | Coppa Kirin                                                             | Cristian Bogado                                                                  |                                                                         |
| 27-5-2008                                                               | Saitama                                                                 | Giappone                                                                | 0 – 0                                                                   | Paraguay                                                                | Coppa Kirin                                                             | -                                                                                |                                                                         |
| 31-3-2008                                                               | Tolosa                                                                  | Francia                                                                 | 0 – 0                                                                   | Paraguay                                                                | Amichevole                                                              | -                                                                                |                                                                         |
| 15-6-2008                                                               | Asunción                                                                | Paraguay                                                                | 2 – 0                                                                   | Brasile                                                                 | Qual. Mondiali 2010                                                     | Roque Santa Cruz Salvador Cabañas                                                |                                                                         |
| 18-6-2008                                                               | La Paz                                                                  | Bolivia                                                                 | 4 – 2                                                                   | Paraguay                                                                | Qual. Mondiali 2010                                                     | Roque Santa Cruz Nelson Valdez                                                   |                                                                         |
| 20-8-2008                                                               | Nyon                                                                    | Paraguay                                                                | 1 – 1                                                                   | Arabia Saudita                                                          | Amichevole                                                              | Cristian Riveros                                                                 |                                                                         |
| 6-9-2008                                                                | Buenos Aires                                                            | Argentina                                                               | 1 – 1                                                                   | Paraguay                                                                | Qual. Mondiali 2010                                                     | autorete                                                                         |                                                                         |
| 9-9-2008                                                                | Asunción                                                                | Paraguay                                                                | 2 – 0                                                                   | Venezuela                                                               | Qual. Mondiali 2010                                                     | Cristian Riveros Nelson Valdez                                                   |                                                                         |
| 11-10-2008                                                              | Bogotà                                                                  | Colombia                                                                | 0 – 1                                                                   | Paraguay                                                                | Qual. Mondiali 2010                                                     | Salvador Cabañas                                                                 |                                                                         |
| 15-10-2008                                                              | Asunción                                                                | Paraguay                                                                | 1 – 0                                                                   | Perù                                                                    | Qual. Mondiali 2010                                                     | Edgar Benítez                                                                    |                                                                         |
| 19-11-2008                                                              | Mascate                                                                 | Oman                                                                    | 0 – 1                                                                   | Paraguay                                                                | Amichevole                                                              | Óscar Cardozo                                                                    |                                                                         |
| 11-2-2009                                                               | Lima                                                                    | Perù                                                                    | 0 – 1                                                                   | Paraguay                                                                | Amichevole                                                              | -                                                                                |                                                                         |
| 28-3-2009                                                               | Montevideo                                                              | Uruguay                                                                 | 2 – 0                                                                   | Paraguay                                                                | Qual. Mondiali 2010                                                     | -                                                                                |                                                                         |
| 1-4-2009                                                                | Quito                                                                   | Ecuador                                                                 | 1 – 1                                                                   | Paraguay                                                                | Qual. Mondiali 2010                                                     | Edgar Benítez                                                                    |                                                                         |
| 6-6-2009                                                                | Asunción                                                                | Paraguay                                                                | 0 – 2                                                                   | Cile                                                                    | Qual. Mondiali 2010                                                     | -                                                                                |                                                                         |
| 10-6-2009                                                               | Recife                                                                  | Brasile                                                                 | 2 – 1                                                                   | Paraguay                                                                | Qual. Mondiali 2010                                                     | Salvador Cabañas                                                                 |                                                                         |
| 12-8-2009                                                               | Seul                                                                    | Corea del Sud                                                           | 1 – 0                                                                   | Paraguay                                                                | Amichevole                                                              | -                                                                                |                                                                         |
| 5-9-2009                                                                | Asunción                                                                | Paraguay                                                                | 1 – 0                                                                   | Bolivia                                                                 | Qual. Mondiali 2010                                                     | Salvador Cabañas (rig.)                                                          |                                                                         |
| 9-9-2009                                                                | Asunción                                                                | Paraguay                                                                | 1 – 0                                                                   | Argentina                                                               | Qual. Mondiali 2010                                                     | Nelson Valdez                                                                    |                                                                         |
| 10-10-2009                                                              | Puerto Ordaz                                                            | Venezuela                                                               | 1 – 2                                                                   | Paraguay                                                                | Qual. Mondiali 2010                                                     | Salvador Cabañas Óscar Cardozo                                                   |                                                                         |
| 14-10-2009                                                              | Asunción                                                                | Paraguay                                                                | 0 – 2                                                                   | Colombia                                                                | Qual. Mondiali 2010                                                     | -                                                                                |                                                                         |
| 4-11-2009                                                               | Talcahuano                                                              | Cile                                                                    | 2 – 1                                                                   | Paraguay                                                                | Amichevole                                                              | Luis Cabral                                                                      |                                                                         |
| 13-11-2009                                                              | Rouen                                                                   | Paraguay                                                                | 0 – 2                                                                   | Qatar                                                                   | Amichevole                                                              | -                                                                                |                                                                         |
| 18-11-2009                                                              | Heerenveen                                                              | Paesi Bassi                                                             | 0 – 0                                                                   | Paraguay                                                                | Amichevole                                                              | -                                                                                |                                                                         |
| 31-3-2010                                                               | Asunción                                                                | Paraguay                                                                | 1 – 1                                                                   | Sudafrica                                                               | Copa Vision Banco                                                       | Marcelo Estigarribia                                                             |                                                                         |
| 15-5-2010                                                               | Nyon                                                                    | Paraguay                                                                | 1 – 0                                                                   | Corea del Nord                                                          | Amichevole                                                              | Roque Santa Cruz (rig.)                                                          |                                                                         |
| 25-2-2010                                                               | Dublino                                                                 | Irlanda                                                                 | 2 – 1                                                                   | Paraguay                                                                | Amichevole                                                              | Lucas Barrios                                                                    |                                                                         |
| 30-5-2010                                                               | Évian-les-Bains                                                         | Paraguay                                                                | 2 – 2                                                                   | Costa d'Avorio                                                          | Amichevole                                                              | Lucas Barrios Aureliano Torres                                                   |                                                                         |
| 2-6-2010                                                                | Winterthur                                                              | Grecia                                                                  | 0 – 2                                                                   | Paraguay                                                                | Amichevole                                                              | Enrique Vera Lucas Barrios                                                       |                                                                         |
| 14-6-2010                                                               | Città del Capo                                                          | Italia                                                                  | 1 – 1                                                                   | Paraguay                                                                | Mondiali 2010 - Fase a gironi                                           | Antolín Alcaraz                                                                  |                                                                         |
| 20-6-2010                                                               | Bloemfontein                                                            | Slovacchia                                                              | 0 – 2                                                                   | Paraguay                                                                | Mondiali 2010 - Fase a gironi                                           | Enrique Vera Cristian Riveros                                                    |                                                                         |
| 24-6-2010                                                               | Polokwane                                                               | Paraguay                                                                | 0 – 0                                                                   | Nuova Zelanda                                                           | Mondiali 2010 - Fase a gironi                                           | -                                                                                |                                                                         |
| 29-6-2010                                                               | Pretoria                                                                | Paraguay                                                                | 0 – 0 dts (5 - 3 dtr)                                                   | Giappone                                                                | Mondiali 2010 - Ottavi di finale                                        | -                                                                                |                                                                         |
| 3-7-2010                                                                | Johannesburg                                                            | Paraguay                                                                | 0 – 1                                                                   | Spagna                                                                  | Mondiali 2010 - Quarti di finale                                        | -                                                                                |                                                                         |
| 11-8-2010                                                               | Asunción                                                                | Paraguay                                                                | 2 – 0                                                                   | Costa Rica                                                              | Amichevole                                                              | Enrique Vera Cristian Riveros                                                    |                                                                         |
| 4-9-2010                                                                | Yokohama                                                                | Giappone                                                                | 1 – 0                                                                   | Paraguay                                                                | Amichevole                                                              | -                                                                                |                                                                         |
| 7-9-2010                                                                | Nanchino                                                                | Cina                                                                    | 1 – 1                                                                   | Paraguay                                                                | Amichevole                                                              | Lucas Barrios                                                                    |                                                                         |
| 9-10-2010                                                               | Sydney                                                                  | Australia                                                               | 1 – 0                                                                   | Paraguay                                                                | Amichevole                                                              | -                                                                                |                                                                         |
| 12-10-2010                                                              | Wellington                                                              | Nuova Zelanda                                                           | 0 – 2                                                                   | Paraguay                                                                | Amichevole                                                              | Nelson Valdez (rig.) Osvaldo Martínez                                            |                                                                         |
| 17-11-2010                                                              | Hong Kong                                                               | Hong Kong                                                               | 0 – 7                                                                   | Paraguay                                                                | Amichevole                                                              | 2 Roque Santa Cruz Edgar Barreto 2 José Ortigoza Marcos Riveros Cristian Riveros |                                                                         |
| 25-3-2011                                                               | Oakland                                                                 | Paraguay                                                                | 1 – 3                                                                   | Messico                                                                 | Amichevole                                                              | Cristian Riveros                                                                 |                                                                         |
| 29-3-2011                                                               | Nashville                                                               | Stati Uniti                                                             | 0 – 1                                                                   | Paraguay                                                                | Amichevole                                                              | Óscar Cardozo                                                                    |                                                                         |
| 25-5-2011                                                               | Resistencia                                                             | Argentina                                                               | 4 – 2                                                                   | Paraguay                                                                | Amichevole                                                              | Pablo Zeballos Elvis Marecos                                                     |                                                                         |
| 4-6-2011                                                                | Santa Cruz de la Sierra                                                 | Bolivia                                                                 | 0 – 2                                                                   | Paraguay                                                                | Copa Paz del Chaco                                                      | Lucas Barrios Edgar Benitez                                                      |                                                                         |
| 7-6-2011                                                                | Luque                                                                   | Paraguay                                                                | 0 – 0                                                                   | Bolivia                                                                 | Copa Paz del Chaco                                                      | -                                                                                |                                                                         |
| 11-6-2011                                                               | Asunción                                                                | Paraguay                                                                | 2 – 0                                                                   | Romania                                                                 | Amichevole                                                              | Nelson Valdez Roque Santa Cruz                                                   |                                                                         |
| 23-6-2011                                                               | Asunción                                                                | Paraguay                                                                | 0 – 0                                                                   | Cile                                                                    | Amichevole                                                              | -                                                                                |                                                                         |
| 3-7-2011                                                                | Santa Fe                                                                | Paraguay                                                                | 0 – 0                                                                   | Ecuador                                                                 | Coppa America 2011 - Fase a gironi                                      | -                                                                                |                                                                         |
| 9-7-2011                                                                | Córdoba                                                                 | Brasile                                                                 | 2 – 2                                                                   | Paraguay                                                                | Coppa America 2011 - Fase a gironi                                      | Nelson Valdez Roque Santa Cruz                                                   |                                                                         |
| 13-7-2011                                                               | Salta                                                                   | Paraguay                                                                | 3 – 3                                                                   | Venezuela                                                               | Coppa America 2011 - Fase a gironi                                      | Antolín Alcaraz Lucas Barrios Cristian Riveros                                   |                                                                         |
| 17-7-2011                                                               | La Plata                                                                | Brasile                                                                 | 0 – 0 dts (0 - 2 dtr)                                                   | Paraguay                                                                | Coppa America 2011 - Quarti di finale                                   | -                                                                                |                                                                         |
| 20-7-2011                                                               | Mendoza                                                                 | Paraguay                                                                | 0 – 0 dts (5 - 3 dtr)                                                   | Venezuela                                                               | Coppa America 2011 - Semifinale                                         | -                                                                                |                                                                         |
| 24-7-2011                                                               | Buenos Aires                                                            | Uruguay                                                                 | 3 – 0                                                                   | Paraguay                                                                | Coppa America 2011 - Finale                                             | -                                                                                |                                                                         |
| Totale                                                                  |                                                                         | Presenze                                                                | 71                                                                      |                                                                         | Reti                                                                    | 78                                                                               |                                                                         |

##### Nazionale argentina
| Squadra   | Naz                  | dal            | al            | Record | Record | Record | Record | Record | Record | Record | Record     |
| Squadra   | Naz                  | dal            | al            | G      | V      | N      | P      | GF     | GS     | DR     | % Vittorie |
| --------- | -------------------- | -------------- | ------------- | ------ | ------ | ------ | ------ | ------ | ------ | ------ | ---------- |
| Argentina | Argentina (bandiera) | 13 agosto 2014 | 5 luglio 2016 | 29     | 19     | 7      | 3      | 66     | 18     | +48    | 65,52      |

##### Nazionale argentina nel dettaglio
Statistiche aggiornate al 30 giugno 2018.
| Giu.-Lug. 2015   | Argentina        | Copa América 2015       | 2º               | 6  | 3  | 3 | 0 | 50,00 | 10 | 3  | +7  |
| 2015-2016        | Argentina        | Qual. Mondiale 2018     | Dimesso          | 6  | 3  | 2 | 1 | 50,00 | 6  | 4  | +2  |
| Giu.2016         | Argentina        | Copa América Centenario | 2º               | 6  | 5  | 1 | 0 | 83,33 | 18 | 2  | +16 |
| Dal 2014 al 2016 | Argentina        | Amichevoli              |                  | 11 | 8  | 1 | 2 | 72,73 | 32 | 9  | +23 |
| Totale Argentina | Totale Argentina | Totale Argentina        | Totale Argentina | 29 | 19 | 7 | 3 | 65,52 | 66 | 18 | +48 |

##### Panchine da commissario tecnico della nazionale argentina
| Cronologia completa delle presenze e delle reti in nazionale ― Argentina | Cronologia completa delle presenze e delle reti in nazionale ― Argentina | Cronologia completa delle presenze e delle reti in nazionale ― Argentina | Cronologia completa delle presenze e delle reti in nazionale ― Argentina | Cronologia completa delle presenze e delle reti in nazionale ― Argentina | Cronologia completa delle presenze e delle reti in nazionale ― Argentina | Cronologia completa delle presenze e delle reti in nazionale ― Argentina  | Cronologia completa delle presenze e delle reti in nazionale ― Argentina |
| Data                                                                     | Città                                                                    | In casa                                                                  | Risultato                                                                | Ospiti                                                                   | Competizione                                                             | Reti                                                                      | Note                                                                     |
| ------------------------------------------------------------------------ | ------------------------------------------------------------------------ | ------------------------------------------------------------------------ | ------------------------------------------------------------------------ | ------------------------------------------------------------------------ | ------------------------------------------------------------------------ | ------------------------------------------------------------------------- | ------------------------------------------------------------------------ |
| 3-9-2014                                                                 | Düsseldorf                                                               | Germania                                                                 | 2 – 4                                                                    | Argentina                                                                | Amichevole                                                               | Sergio Aguero Erik Lamela Federico Fernandez Angel Di Maria               | Cap: J.Mascherano                                                        |
| 11-10-2014                                                               | Pechino                                                                  | Argentina                                                                | 0 – 2                                                                    | Brasile                                                                  | Superclásico de las Américas                                             | -                                                                         | Cap: L.Messi                                                             |
| 14-10-2014                                                               | Hong Kong                                                                | Hong Kong                                                                | 0 – 7                                                                    | Argentina                                                                | Amichevole                                                               | Ever Banega 2 Gonzalo Higuain 2 Nicolas Gaitan 2 Lionel Messi             | Cap: F.Gago                                                              |
| 12-11-2014                                                               | Londra                                                                   | Argentina                                                                | 2 – 1                                                                    | Croazia                                                                  | Amichevole                                                               | Cristian Ansaldi Lionel Messi (rig.)                                      | Cap: L.Messi                                                             |
| 18-11-2014                                                               | Manchester                                                               | Portogallo                                                               | 1 – 0                                                                    | Argentina                                                                | Amichevole                                                               | -                                                                         | Cap: L.Messi                                                             |
| 28-3-2015                                                                | Washington                                                               | Argentina                                                                | 2 – 0                                                                    | El Salvador                                                              | Amichevole                                                               | autorete Federico Mancuello                                               | Cap: A.Di Maria                                                          |
| 31-3-2015                                                                | East Rutherford                                                          | Argentina                                                                | 2 – 1                                                                    | Ecuador                                                                  | Amichevole                                                               | Sergio Aguero Javier Pastore                                              | Cap: J.Mascherano                                                        |
| 6-6-2015                                                                 | San Juan                                                                 | Argentina                                                                | 5 – 0                                                                    | Bolivia                                                                  | Copa Amistad                                                             | 3 Sergio Aguero 1 (rig.) 2 Angel Di Maria 1 (rig.)                        | Cap: A.Di Maria                                                          |
| 13-6-2015                                                                | La Serena                                                                | Argentina                                                                | 2 – 2                                                                    | Paraguay                                                                 | Coppa America 2015 - Fase a gironi                                       | Sergio Aguero Lionel Messi (rig.)                                         | Cap: L.Messi                                                             |
| 16-6-2015                                                                | La Serena                                                                | Argentina                                                                | 1 – 0                                                                    | Uruguay                                                                  | Coppa America 2015 - Fase a gironi                                       | Sergio Aguero                                                             | Cap: L.Messi                                                             |
| 20-6-2015                                                                | Viña del Mar                                                             | Argentina                                                                | 1 – 0                                                                    | Giamaica                                                                 | Coppa America 2015 - Fase a gironi                                       | Gonzalo Higuain                                                           | Cap: L.Messi                                                             |
| 26-6-2015                                                                | Viña del Mar                                                             | Argentina                                                                | 0 – 0 (5 - 4 dtr)                                                        | Colombia                                                                 | Coppa America 2015 - Quarti di finale                                    | -                                                                         |                                                                          |
| 30-6-2015                                                                | Concepción                                                               | Argentina                                                                | 6 – 1                                                                    | Paraguay                                                                 | Coppa America 2015 - Semifinale                                          | Marcos Rojo Javier Pastore 2 Angel Di Maria Sergio Aguero Gonzalo Higuain | Cap: L.Messi                                                             |
| 4-7-2015                                                                 | Santiago del Cile                                                        | Cile                                                                     | 0 – 0 dts (4 -1 dtr)                                                     | Argentina                                                                | Coppa America 2015 - Finale                                              | -                                                                         |                                                                          |
| 4-9-2015                                                                 | Houston                                                                  | Bolivia                                                                  | 0 – 7                                                                    | Argentina                                                                | Amichevole                                                               | 2 Ezequiel Lavezzi 2 Sergio Aguero 2 Lionel Messi Angel Correa            | Cap: S.Romero                                                            |
| 8-9-2015                                                                 | Dallas                                                                   | Argentina                                                                | 2 – 2                                                                    | Messico                                                                  | Amichevole                                                               | Sergio Aguero Lionel Messi                                                | Cap: L.Messi                                                             |
| 9-10-2015                                                                | Buenos Aires                                                             | Argentina                                                                | 0 – 2                                                                    | Ecuador                                                                  | Qual. Mondiali 2018                                                      | -                                                                         | Cap: J.Mascherano                                                        |
| 13-10-2015                                                               | Asunción                                                                 | Paraguay                                                                 | 0 – 0                                                                    | Argentina                                                                | Qual. Mondiali 2018                                                      | -                                                                         | Cap: J.Mascherano                                                        |
| 13-11-2015                                                               | Buenos Aires                                                             | Argentina                                                                | 1 – 1                                                                    | Brasile                                                                  | Qual. Mondiali 2018                                                      | Ezequiel Lavezzi                                                          | Cap: J.Mascherano                                                        |
| 17-11-2015                                                               | Barranquilla                                                             | Colombia                                                                 | 0 – 1                                                                    | Argentina                                                                | Qual. Mondiali 2018                                                      | Lucas Biglia                                                              | Cap: J.Mascherano                                                        |
| 24-3-2016                                                                | Santiago del Cile                                                        | Cile                                                                     | 1 – 2                                                                    | Argentina                                                                | Qual. Mondiali 2018                                                      | Angel Di Maria Gabriel Mercado                                            | Cap: L.Messi                                                             |
| 29-3-2016                                                                | Córdoba                                                                  | Argentina                                                                | 2 – 0                                                                    | Bolivia                                                                  | Qual. Mondiali 2018                                                      | Gabriel Mercado Lionel Messi (rig.)                                       | Cap: L.Messi                                                             |
| 28-5-2016                                                                | San Juan                                                                 | Argentina                                                                | 1 – 0                                                                    | Honduras                                                                 | Amichevole                                                               | Gonzalo Higuain                                                           | Cap: L.Messi                                                             |
| 6-6-2016                                                                 | Santa Clara                                                              | Argentina                                                                | 2 – 1                                                                    | Cile                                                                     | Coppa America Centenario - Fase a gironi                                 | Angel Di Maria Ever Banega                                                | Cap: J.Mascherano                                                        |
| 10-6-2016                                                                | Chicago                                                                  | Argentina                                                                | 5 – 0                                                                    | Panama                                                                   | Coppa America Centenario - Fase a gironi                                 | Nicolas Otamendi 3 Lionel Messi Sergio Aguero                             | Cap: J.Mascherano                                                        |
| 14-6-2016                                                                | Seattle                                                                  | Argentina                                                                | 3 – 0                                                                    | Bolivia                                                                  | Coppa America Centenario - Fase a gironi                                 | Erik Lamela Ezequiel Lavezzi Victor Cuesta                                | Cap: S.Romero                                                            |
| 18-6-2016                                                                | Foxborough                                                               | Argentina                                                                | 4 – 1                                                                    | Venezuela                                                                | Coppa America Centenario - Quarti di finale                              | 2 Gonzalo Higuain Lionel Messi Erik Lamela                                | Cap: L.Messi                                                             |
| 21-6-2016                                                                | Houston                                                                  | Stati Uniti                                                              | 0 – 4                                                                    | Argentina                                                                | Coppa America Centenario - Semifinale                                    | Ezequiel Lavezzi Lionel Messi 2 Gonzalo Higuain                           | Cap: L.Messi                                                             |
| 26-6-2016                                                                | East Rutherford                                                          | Argentina                                                                | 0 – 0 dts (2 - 4 dtr)                                                    | Cile                                                                     | Coppa America Centenario - Finale                                        | -                                                                         | Cap: L.Messi                                                             |
| Totale                                                                   |                                                                          | Presenze                                                                 | 29                                                                       |                                                                          | Reti                                                                     | 66                                                                        |                                                                          |

##### Nazionale messicana
| Squadra | Naz                | dal            | al               | Record | Record | Record | Record | Record | Record | Record | Record     |
| Squadra | Naz                | dal            | al               | G      | V      | N      | P      | GF     | GS     | DR     | % Vittorie |
| ------- | ------------------ | -------------- | ---------------- | ------ | ------ | ------ | ------ | ------ | ------ | ------ | ---------- |
| Messico | Messico (bandiera) | 7 gennaio 2019 | 30 novembre 2022 | 66     | 42     | 12     | 12     | 123    | 63     | +60    | 63,64      |

##### Nazionale messicana nel dettaglio
| Giu.-Lug. 2019 | Messico        | Gold Cup 2019                     | Vincitore                           | 6  | 5  | 1  | 0  | 83,33   | 16  | 4  | +12 |
| 2019           | Messico        | CONCACAF Nations League 2019-2020 | 2º                                  | 4  | 4  | 0  | 0  | 100,00& | 13  | 3  | +10 |
| Giu. 2021      | Messico        | CONCACAF Nations League 2019-2020 | 2º                                  | 2  | 0  | 1  | 1  | &0,00   | 2   | 3  | -1  |
| Lug.-Ago. 2021 | Messico        | Gold Cup 2021                     | 2º                                  | 6  | 4  | 1  | 1  | 66,67   | 9   | 2  | +7  |
| 2021           | Messico        | Qual. Mondiale 2022               | 2° nel gruppo CONCACAF, qualificato | 14 | 8  | 4  | 2  | 57,14   | 17  | 8  | +9  |
| giu. 2022      | Messico        | CONCACAF Nations League 2022-2023 | nel gruppo A                        | 2  | 1  | 1  | 0  | 50,00   | 4   | 1  | +3  |
| nov./dic. 2022 | Messico        | Mondiali 2022                     | Fase a Gironi (3° nel gruppo C)     | 3  | 1  | 1  | 1  | 33,33   | 2   | 3  | -1  |
| Dal 2019       | Messico        | Amichevoli                        |                                     | 29 | 17 | 5  | 7  | 58,62   | 50  | 31 | +19 |
| Totale Messico | Totale Messico | Totale Messico                    | Totale Messico                      | 66 | 42 | 12 | 12 | 63,64   | 123 | 63 | +60 |

##### Panchine da commissario tecnico della nazionale messicana
| Cronologia completa delle presenze e delle reti in nazionale ― Messico | Cronologia completa delle presenze e delle reti in nazionale ― Messico | Cronologia completa delle presenze e delle reti in nazionale ― Messico | Cronologia completa delle presenze e delle reti in nazionale ― Messico | Cronologia completa delle presenze e delle reti in nazionale ― Messico | Cronologia completa delle presenze e delle reti in nazionale ― Messico | Cronologia completa delle presenze e delle reti in nazionale ― Messico | Cronologia completa delle presenze e delle reti in nazionale ― Messico |
| Data                                                                   | Città                                                                  | In casa                                                                | Risultato                                                              | Ospiti                                                                 | Competizione                                                           | Reti                                                                   | Note                                                                   |
| ---------------------------------------------------------------------- | ---------------------------------------------------------------------- | ---------------------------------------------------------------------- | ---------------------------------------------------------------------- | ---------------------------------------------------------------------- | ---------------------------------------------------------------------- | ---------------------------------------------------------------------- | ---------------------------------------------------------------------- |
| 23-3-2019                                                              | San Diego                                                              | Messico                                                                | 3 – 1                                                                  | Cile                                                                   | Amichevole                                                             | Raúl Jiménez Hector Moreno Hirving Lozano                              | Cap: A.Guardado                                                        |
| 27-3-2019                                                              | San Jose                                                               | Messico                                                                | 4 – 2                                                                  | Paraguay                                                               | Amichevole                                                             | Jonathan Dos Santos autorete Chicarito Luis Montes                     | Cap: M.Layun                                                           |
| 6-6-2019                                                               | Atlanta                                                                | Messico                                                                | 3 – 1                                                                  | Venezuela                                                              | Amichevole                                                             | Roberto Alvarado Rodolfo Pizarro Andres Guardado                       | Cap: R.Jiménez                                                         |
| 10-6-2019                                                              | East Rutherford                                                        | Messico                                                                | 3 – 2                                                                  | Ecuador                                                                | Amichevole                                                             | Jonathan Dos Santos Luis Montes Luis Rodríguez                         | Cap: A.Guardado                                                        |
| 16-6-2019                                                              | Los Angeles                                                            | Messico                                                                | 7 – 0                                                                  | Cuba                                                                   | Gold Cup 2019 - 1º turno                                               | 3 Uriel Antuna 2 Raúl Jiménez Diego Reyes Alexis Vega                  | Cap: A.Guardado                                                        |
| 20-6-2019                                                              | Commerce City                                                          | Messico                                                                | 3 – 1                                                                  | Canada                                                                 | Gold Cup 2019 - 1º turno                                               | 2 Andres Guardado Roberto Alvarado                                     | Cap: G.Ochoa                                                           |
| 24-6-2019                                                              | East Rutherford                                                        | Martinica                                                              | 2 – 3                                                                  | Messico                                                                | Gold Cup 2019 - 1º turno                                               | Uriel Antuna Raúl Jiménez Fernando Navarro                             | Cap: A.Guardado                                                        |
| 30-6-2019                                                              | Houston                                                                | Messico                                                                | 1 – 1 dts (5 - 4 dtr)                                                  | Costa Rica                                                             | Gold Cup 2019 - Quarti di Finale                                       | Raúl Jiménez                                                           | Cap: A.Guardado                                                        |
| 3-7-2019                                                               | Glendale                                                               | Haiti                                                                  | 0 – 1                                                                  | Messico                                                                | Gold Cup 2019 - Semifinale                                             | Raúl Jiménez                                                           | Cap: A.Guardado                                                        |
| 8-7-2019                                                               | Chicago                                                                | Messico                                                                | 1 – 0                                                                  | Stati Uniti                                                            | Gold Cup 2019 - Finale                                                 | Jonathan Dos Santos                                                    | Cap: A.Guardado                                                        |
| 7-9-2019                                                               | East Rutherford                                                        | Stati Uniti                                                            | 0 – 3                                                                  | Messico                                                                | Amichevole                                                             | Chicarito Érick Gutiérrez Uriel Antuna                                 | Cap: A.Guardado                                                        |
| 11-9-2019                                                              | Alamodome                                                              | Argentina                                                              | 4 – 0                                                                  | Messico                                                                | Amichevole                                                             | -                                                                      | Cap: G.Ochoa                                                           |
| 3-10-2019                                                              | Toluca                                                                 | Messico                                                                | 2 – 0                                                                  | Trinidad e Tobago                                                      | Amichevole                                                             | José Macías Jesús Ricardo Angulo                                       | Cap: R.Gudiño                                                          |
| 12-10-2019                                                             | Hamilton                                                               | Bermuda                                                                | 1 – 5                                                                  | Messico                                                                | CONCACAF Nations League 2019-2020 - 1º turno                           | Uriel Antuna 2 José Macías Hirving Lozano Héctor Herrera               | Cap: H.Herrera                                                         |
| 16-10-2019                                                             | Città del Messico                                                      | Messico                                                                | 3 – 1                                                                  | Panama                                                                 | CONCACAF Nations League 2019-2020 - 1º turno                           | Roberto Alvarado José Macías Rodolfo Pizarro                           | Cap: H.Herrera                                                         |
| 16-11-2019                                                             | Panama                                                                 | Panama                                                                 | 0 – 3                                                                  | Messico                                                                | CONCACAF Nations League 2019-2020 - 1º turno                           | 2 Raúl Jiménez 1 (rig.) Edson Alvarez                                  | Cap: G.Ochoa                                                           |
| 20-11-2019                                                             | Toluca                                                                 | Messico                                                                | 2 – 1                                                                  | Bermuda                                                                | CONCACAF Nations League 2019-2020 - 1º turno                           | Francisco Sebastián Córdova Uriel Antuna                               | Cap: H.Moreno                                                          |
| 1-10-2020                                                              | Città del Messico                                                      | Messico                                                                | 3 – 0                                                                  | Guatemala                                                              | Amichevole                                                             | Henry Martín Orbelín Pineda Francisco Sebastián Córdova                | Cap: C.Salcedo                                                         |
| 7-10-2020                                                              | Amsterdam                                                              | Paesi Bassi                                                            | 0 – 1                                                                  | Messico                                                                | Amichevole                                                             | Raúl Jiménez 1 (rig.)                                                  | Cap: A.Guardado                                                        |
| 13-10-2020                                                             | L'Aia                                                                  | Algeria                                                                | 2 – 2                                                                  | Messico                                                                | Amichevole                                                             | Jesús Corona Diego Lainez                                              | Cap: H.Moreno                                                          |
| 14-11-2020                                                             | Wiener Neustadt                                                        | Corea del Sud                                                          | 2 – 3                                                                  | Messico                                                                | Amichevole                                                             | Raúl Jiménez Uriel Antuna Carlos Salcedo                               | Cap: H.Moreno                                                          |
| 17-11-2020                                                             | Graz                                                                   | Giappone                                                               | 0 – 2                                                                  | Messico                                                                | Amichevole                                                             | Raúl Jiménez Hirving Lozano                                            | Cap: G.Ochoa                                                           |
| 27-3-2021                                                              | Cardiff                                                                | Galles                                                                 | 1 – 0                                                                  | Messico                                                                | Amichevole                                                             | -                                                                      | Cap: A.Guardado                                                        |
| 30-3-2021                                                              | Wiener Neustadt                                                        | Costa Rica                                                             | 0 – 1                                                                  | Messico                                                                | Amichevole                                                             | Hirving Lozano                                                         | Cap: H.Moreno                                                          |
| 30-5-2021                                                              | East Rutherford                                                        | Messico                                                                | 2 – 1                                                                  | Islanda                                                                | Amichevole                                                             | 2 Hirving Lozano                                                       | Cap: A.Guardado                                                        |
| 4-6-2021                                                               | Commerce City                                                          | Messico                                                                | 0 – 0 (5 - 4 dtr)                                                      | Costa Rica                                                             | CONCACAF Nations League 2019-2020 - Semifinale                         | -                                                                      | Cap: A.Guardado                                                        |
| 7-6-2021                                                               | Commerce City                                                          | Stati Uniti                                                            | 3 – 2 dts                                                              | Messico                                                                | CONCACAF Nations League 2019-2020 - Finale                             | Jesús Corona Diego Lainez                                              | Cap: G.Ochoa                                                           |
| 13-6-2021                                                              | Atlanta                                                                | Messico                                                                | 0 – 0                                                                  | Honduras                                                               | Amichevole                                                             | -                                                                      | Cap: H.Moreno                                                          |
| 1-7-2021                                                               | Nashville                                                              | Messico                                                                | 3 – 0                                                                  | Panama                                                                 | Amichevole                                                             | Diego Lainez César Montes Henry Martín                                 | Cap: G.Ochoa                                                           |
| 4-7-2021                                                               | Los Angeles                                                            | Messico                                                                | 4 – 0                                                                  | Nigeria                                                                | Amichevole                                                             | 2 Héctor Herrera Rogelio Funes Mori Jonathan Dos Santos                | Cap: H.Herrera                                                         |
| 11-7-2021                                                              | East Rutherford                                                        | Messico                                                                | 0 – 0                                                                  | Trinidad e Tobago                                                      | Gold Cup 2021 - 1º turno                                               | -                                                                      | Cap: H.Herrera                                                         |
| 15-7-2021                                                              | Farmers Branch                                                         | Guatemala                                                              | 0 – 3                                                                  | Messico                                                                | Gold Cup 2021 - 1º turno                                               | 2 Rogelio Funes Mori Orbelín Pineda                                    | Cap: H.Herrera                                                         |
| 19-7-2021                                                              | Farmers Branch                                                         | Messico                                                                | 1 – 0                                                                  | El Salvador                                                            | Gold Cup 2021 - 1º turno                                               | Luis Rodríguez                                                         | Cap: H.Herrera                                                         |
| 25-7-2021                                                              | Farmers Branch                                                         | Messico                                                                | 3 – 0                                                                  | Honduras                                                               | Gold Cup 2021 - Quarti di finale                                       | Rogelio Funes Mori Jonathan Dos Santos Orbelín Pineda                  | Cap: H.Herrera                                                         |
| 30-7-2021                                                              | Houston                                                                | Messico                                                                | 2 – 1                                                                  | Canada                                                                 | Gold Cup 2021 - Semifinale                                             | Orbelín Pineda (rig.) Héctor Herrera                                   | Cap: H.Moreno                                                          |
| 2-8-2021                                                               | East Rutherford                                                        | Stati Uniti                                                            | 1 – 0 dts                                                              | Messico                                                                | Gold Cup 2021 - Finale                                                 | -                                                                      | Cap: H.Moreno                                                          |
| 3-9-2021                                                               | Città del Messico                                                      | Messico                                                                | 2 – 1                                                                  | Giamaica                                                               | Qual. Mondiali 2022                                                    | Alexis Vega Henry Martín                                               | Cap: G.Ochoa                                                           |
| 6-9-2021                                                               | San José                                                               | Costa Rica                                                             | 0 – 1                                                                  | Messico                                                                | Qual. Mondiali 2022                                                    | Orbelín Pineda (rig.)                                                  | Cap: A.Guardado                                                        |
| 9-9-2021                                                               | Panama                                                                 | Panama                                                                 | 1 – 1                                                                  | Messico                                                                | Qual. Mondiali 2022                                                    | Jesús Corona                                                           | Cap: G.Ochoa                                                           |
| 8-10-2021                                                              | Città del Messico                                                      | Messico                                                                | 1 – 1                                                                  | Canada                                                                 | Qual. Mondiali 2022                                                    | Jorge Sánchez                                                          | Cap: A.Guardado                                                        |
| 11-10-2021                                                             | Città del Messico                                                      | Messico                                                                | 3 – 0                                                                  | Honduras                                                               | Qual. Mondiali 2022                                                    | Francisco Sebastián Córdova Rogelio Funes Mori Hirving Lozano          | Cap: G.Ochoa                                                           |
| 14-10-2021                                                             | San Salvador                                                           | El Salvador                                                            | 0 – 2                                                                  | Messico                                                                | Qual. Mondiali 2022                                                    | Hector Moreno Raúl Jiménez (rig.)                                      | Cap: G.Ochoa                                                           |
| 28-10-2021                                                             | Charlotte                                                              | Messico                                                                | 2 – 3                                                                  | Ecuador                                                                | Amichevole                                                             | Roberto Alvarado Osvaldo Rodriguez                                     | Cap: J.Orozco                                                          |
| 13-11-2021                                                             | Cincinnati                                                             | Stati Uniti                                                            | 2 – 0                                                                  | Messico                                                                | Qual. Mondiali 2022                                                    | -                                                                      | Cap: G.Ochoa                                                           |
| 17-11-2021                                                             | Edmonton                                                               | Canada                                                                 | 2 – 1                                                                  | Messico                                                                | Qual. Mondiali 2022                                                    | Héctor Herrera                                                         | Cap: G.Ochoa                                                           |
| 9-12-2021                                                              | Austin                                                                 | Messico                                                                | 2 – 2                                                                  | Cile                                                                   | Amichevole                                                             | Santiago Giménez Jordan Silva                                          | Cap: E.Aguirre                                                         |
| 28-1-2022                                                              | Kingston                                                               | Giamaica                                                               | 1 – 2                                                                  | Messico                                                                | Qual. Mondiali 2022                                                    | Henry Martín Alexis Vega                                               | Cap: A.Guardado                                                        |
| 31-1-2022                                                              | Città del Messico                                                      | Messico                                                                | 0 – 0                                                                  | Costa Rica                                                             | Qual. Mondiali 2022                                                    | -                                                                      | Cap: G.Ochoa                                                           |
| 3-2-2022                                                               | Città del Messico                                                      | Messico                                                                | 1 – 0                                                                  | Panama                                                                 | Qual. Mondiali 2022                                                    | Raúl Jiménez (rig.)                                                    | Cap: A.Guardado                                                        |
| 25-3-2022                                                              | Città del Messico                                                      | Messico                                                                | 0 – 0                                                                  | Stati Uniti                                                            | Qual. Mondiali 2022                                                    | -                                                                      | Cap: G.Ochoa                                                           |
| 28-3-2022                                                              | San Pedro Sula                                                         | Honduras                                                               | 0 – 1                                                                  | Messico                                                                | Qual. Mondiali 2022                                                    | Edson Alvarez                                                          | Cap: G.Ochoa                                                           |
| 31-3-2022                                                              | Città del Messico                                                      | Messico                                                                | 2 – 0                                                                  | El Salvador                                                            | Qual. Mondiali 2022                                                    | Uriel Antuna Raúl Jiménez (rig.)                                       | Cap: G.Ochoa                                                           |
| 28-4-2022                                                              | Orlando                                                                | Messico                                                                | 0 – 0                                                                  | Guatemala                                                              | Amichevole                                                             | -                                                                      | Cap: J.Angulo                                                          |
| 29-5-2022                                                              | Arlington                                                              | Messico                                                                | 2 – 1                                                                  | Nigeria                                                                | Amichevole                                                             | Santiago Giménez autorete                                              | Cap: A.Guardado                                                        |
| 3-6-2022                                                               | Glendale                                                               | Messico                                                                | 0 – 3                                                                  | Uruguay                                                                | Amichevole                                                             | -                                                                      | Cap: C.Montes                                                          |
| 6-6-2022                                                               | Chicago                                                                | Messico                                                                | 0 – 0                                                                  | Ecuador                                                                | Amichevole                                                             | -                                                                      | Cap: A.Guardado                                                        |
| 12-6-2022                                                              | Torreón                                                                | Messico                                                                | 3 – 0                                                                  | Suriname                                                               | CONCACAF Nations League 2022-2023 - 1º turno                           | Israel Reyes Henry Martín (rig.) Erick Sánchez                         | Cap: L.Romo                                                            |
| 15-6-2022                                                              | Kingston                                                               | Giamaica                                                               | 1 – 1                                                                  | Messico                                                                | CONCACAF Nations League 2022-2023 - 1º turno                           | Luis Romo                                                              | Cap: R.Cota                                                            |
| 1-9-2022                                                               | Atlanta                                                                | Messico                                                                | 0 – 1                                                                  | Paraguay                                                               | Amichevole                                                             | -                                                                      | Cap: C.Montes                                                          |
| 25-9-2022                                                              | Pasadena                                                               | Perù                                                                   | 0 – 1                                                                  | Messico                                                                | Amichevole                                                             | Hirving Lozano                                                         | Cap: G.Ochoa                                                           |
| 28-9-2022                                                              | Santa Clara                                                            | Colombia                                                               | 3 – 2                                                                  | Messico                                                                | Amichevole                                                             | Alexis Vega (rig.) Gerardo Arteaga                                     | Cap: G.Ochoa                                                           |
| 9-11-2022                                                              | Girona                                                                 | Messico                                                                | 4 – 0                                                                  | Iraq                                                                   | Amichevole                                                             | Alexis Vega Rogelio Funes Mori Jesus Gallardo Uriel Antuna (rig.)      | Cap: H.Moreno                                                          |
| 16-11-2022                                                             | Girona                                                                 | Messico                                                                | 1 – 2                                                                  | Svezia                                                                 | Amichevole                                                             | Alexis Vega                                                            | Cap: G.Ochoa                                                           |
| 22-11-2022                                                             | Doha                                                                   | Messico                                                                | 0 – 0                                                                  | Polonia                                                                | Mondiali 2022 - 1º turno                                               | -                                                                      | Cap: G.Ochoa                                                           |
| 16-11-2022                                                             | Lusail                                                                 | Argentina                                                              | 2 – 0                                                                  | Messico                                                                | Mondiali 2022 - 1º turno                                               | -                                                                      | Cap: A.Guardado                                                        |
| 30-11-2022                                                             | Lusail                                                                 | Arabia Saudita                                                         | 1 – 2                                                                  | Messico                                                                | Mondiali 2022 - 1º turno                                               | Henry Martín Luis Chávez                                               | Cap: G.Ochoa                                                           |
| Totale                                                                 |                                                                        | Presenze                                                               | 66                                                                     |                                                                        | Reti                                                                   | 123                                                                    |                                                                        |

## Palmarès

### Giocatore
- Campionato argentino: 3

Newell's Old Boys: 1987-1988, 1990-1991, Clausura 1992

### Allenatore

#### Club

##### Competizioni nazionali
- Campionato paraguaiano: 4

Libertad: 2002, 2003, 2006
Cerro Porteño: 2004
- Campionato argentino: 1

Newell's Old Boys: Final 2013
- Supercoppa di Spagna: 1

Barcellona: 2013
- Campionato MLS: 1

Atlanta United: 2018
- MLS Supporters' Shield: 1

Inter Miami: 2024

##### Competizioni internazionali
- Leagues Cup: 1

Inter Miami: 2023

#### Nazionale
- Gold Cup: 1

2019

#### Individuale
- Allenatore sudamericano dell'anno: 1

2007
- Miglior allenatore della Major League Soccer: 1

2018